# Puertecillo

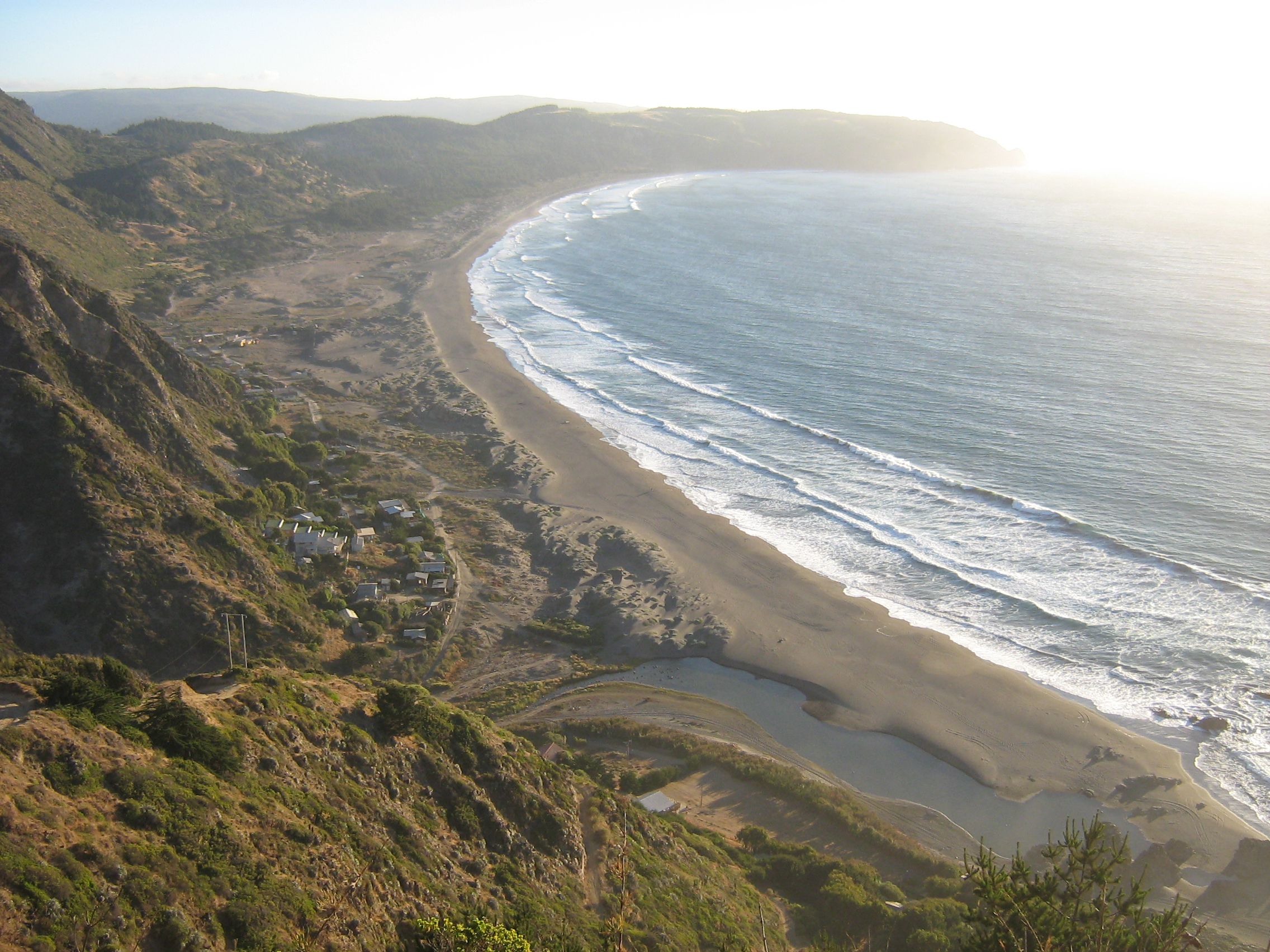
Vista de la playa de Puertecillo al atardecer

Puertecillo es una localidad costera del litoral central de Chile ubicada en su parte norte en la comuna de Navidad, Provincia Cardenal Caro, Región de O'Higgins y en su parte sur en la comuna de Litueche, Provincia Cardenal Caro, Región de O'Higgins. Su clima es templado y suave durante todas las estaciones del año, con una temperatura que oscila entre los 23° y 28° en verano.

## Descripción
Puertecillo se puede dividir geográficamente en tres sectores:
- El sector Norte, marcado por grandes piedras, donde se ubica una capilla en honor a la embarcación “Marbella”, que naufragó en el lugar. Existe un pequeño estero llamado Polcura, que en ocasiones se estanca en la playa creando una pequeña laguna de agua dulce donde se practica la pesca con caña.
- El sector Centro, donde se encuentran viviendas de pescadores artesanales y recolectores de algas, restaurantes, hostales, almacenes, una escuela, cabañas para visitantes y residencias de verano; a orillas de la única calle existente en el lugar, que cuenta con aceras pavimentadas, tendido eléctrico e iluminación.
- El sector Sur, que en su totalidad colinda con el fundo Hacienda Topocalma (dedicado al desarrollo y explotación forestal). Su entorno natural y habitual oleaje hacen de esta zona la más apreciada por los turistas y aficionados al deporte acuático. En la parte sur de esta playa se encuentra el sector de El Rincón, llamada erróneamente La Punta, donde se encuentran zonas de camping, servicios, estacionamiento, un pub, zonas de juegos, una escuela de surf, arriendo de tablas y equipo, y atractivos naturales como La Cueva del Chivato, característico lugar donde se encuentra una cueva entre las rocas.

Al sur de la playa se ubica el Sendero de la Naturaleza, donde se puede recorrer la parte alta entre bosques y acantilados con una excelente vista a la playa completa de Puertecillo y hacia los roqueríos. A través de un angosto camino que termina en una pequeña playa llamada Santo Domingo (no confundir con playa Santo Domingo, Región de Valparaíso), los lugareños extraen algas como el Cochayuyo. Esta pequeña playa, denominada erróneamente por los forasteros como "Playa Tumán", es la que da inicio a la Playa de Topocalma. Durante la travesía por el sendero, en ciertas épocas del año, es posible apreciar la presencia de pingüinos entre los roqueríos.

## Accesos
Para acceder a la playa de Puertecillo existen 3 alternativas, ordenadas de norte a sur. Estas son:
- Polcura: Esta alternativa tiene su entrada en el kilómetro 5,3 del camino Pupuya – El Manzano (Ruta G-894), en el sector de El Alto, tiene 8 km de longitud, pasando por la pequeña localidad de Polcura, donde se puede encontrar una escuela, iglesia y pequeñas casas. Al final de este camino comienza la Cuesta Polcura, sólo para tránsito a pie, caballo o motocicleta, debido a que no es apto para tránsito vehicular por su anchura. Esta alternativa llega al sector Norte de Puertecillo.
- Tumán: Esta alternativa tiene su entrada en el kilómetro 7 del camino Pupuya – El Manzano (Ruta G-894), en el sector de El Alto, tiene 7 km de longitud, y desde su inicio se pueden apreciar diversas parcelaciones en venta, algunas muy escondidas en los bosques y lejos del mar, otras a orillas del camino, y también aquellas de mayor valor y plusvalía que cuentan con vista al Océano Pacífico. Este camino pasa por la localidad de Tumán (lugar que ha tenido un enorme desarrollo turístico e inmobiliario debido a la demanda de sitios en el lugar, el valor de la tierra ha aumentado en un 300% en los últimos 10 años y sigue en aumento, por lo que la plusvalía del lugar es enorme), y llega a su fin en el sector de La Puntilla, donde comienza la Cuesta Tumán, comúnmente llamada “La Cuchilla” por los lugareños. Es un difícil y angosto acceso apto solo para el tránsito de vehículos con doble tracción (4WD), ya que este camino ha cobrado la vida de personas que han desafiado su peligrosidad. Esta alternativa llega al sector centro de Puertecillo, precisamente al sector de cabañas, restaurantes y almacenes. Desde donde comienza la cuesta hasta el pequeño puente que cruza el estero Tumán, antes de llegar a la playa, hay 1 kilómetro de camino con pendientes de hasta 65°. Desde la cuesta "La Cuchilla" (arriba) hasta el sector La Punta (El Rincón) hay 11 kilómetros de distancia.
- Hacienda Topocalma: Esta alternativa tiene su acceso por la ruta Pupuya – El Manzano (Ruta G-894), atravesando esta última localidad en dirección hacia Tumán unos 5 kilómetros aproximadamente, al llegar a la intersección con el nuevo camino, el cual se encuentra en excelente estado y condiciones para ser transitado por todo tipo de vehículos, ya sea tracción simple o doble, con señalizaciones que indican como llegar a Puertecillo, La Punta (El Rincón) y la playa de Topocalma (a un estacionamiento que indica el fin del camino). Este camino fue fijado por decreto de la Intendencia Regional de la VI Región en diciembre de 2013, y reemplaza en su totalidad el antiguo camino que llevaba a las playas de Puertecillo y Topocalma a través del fundo Hacienda Topocalma, pasando en gran parte por sus instalaciones, el cual se encontraba en total estado de abandono y deterioro, con señalizaciones inexistentes. Este nuevo camino, construido por los propietarios del fundo Hacienda Topocalma, fue abierto al público en diciembre de 2013 y fue todo un éxito y a la vez una novedad para los visitantes de la temporada estival 2014. Cuenta con barreras de contención, señalética, canalización y conducción de aguas lluvia. Desde la parte alta del camino es posible apreciar en un solo cuadro las playas de Puertecillo y Topocalma, una postal increíble. Este camino llega al límite del sector centro y sur de Puertecillo y se une con el único camino existente en el lugar, que une la localidad de Puertecillo con el sector de El Rincón (La Punta). Desde el inicio de este nuevo camino hasta el sector de La Punta (El Rincón) hay una distancia de 19 kilómetros.